# ورزشگاه نف
ورزشگاه نف (به ترکی استانبولی: Nef Stadium) یک ورزشگاه چند منظوره در شهر استانبول در کشور ترکیه است.
بازی‌های خانگی تیم فوتبال گالاتاسرای در این ورزشگاه برگزار می‌شود.

## نگارخانه

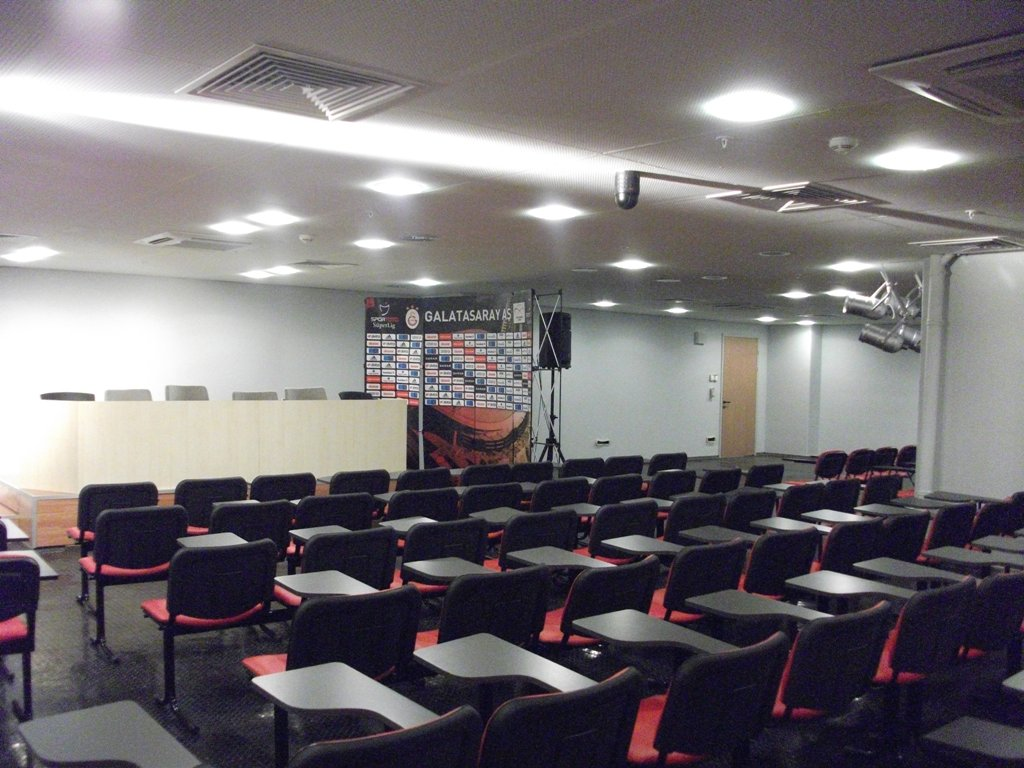
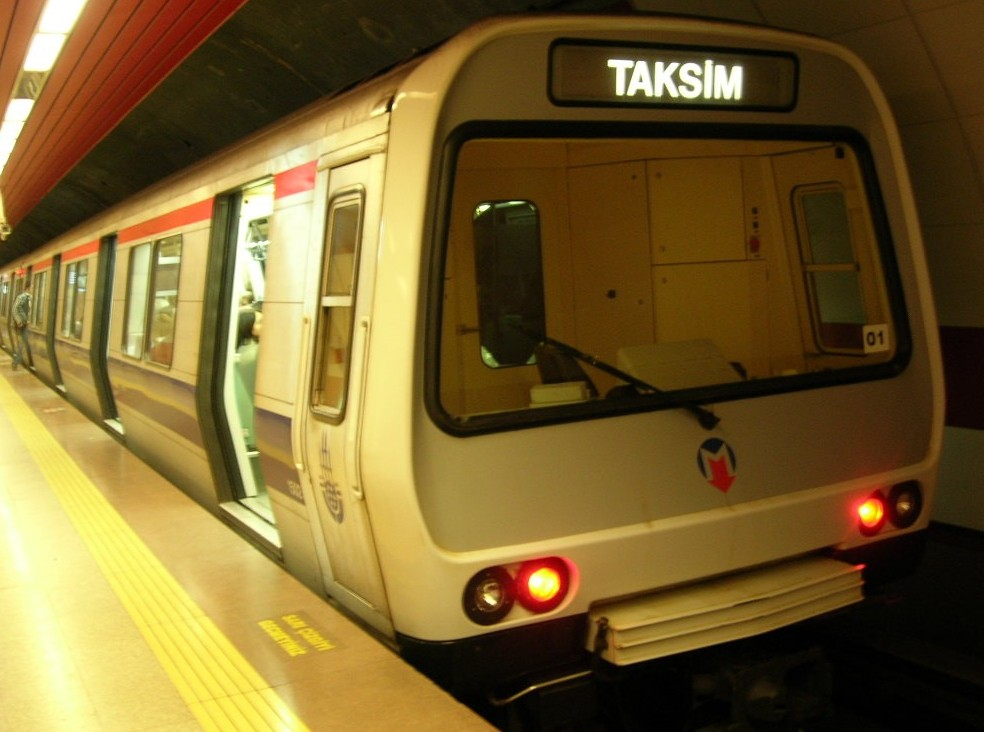
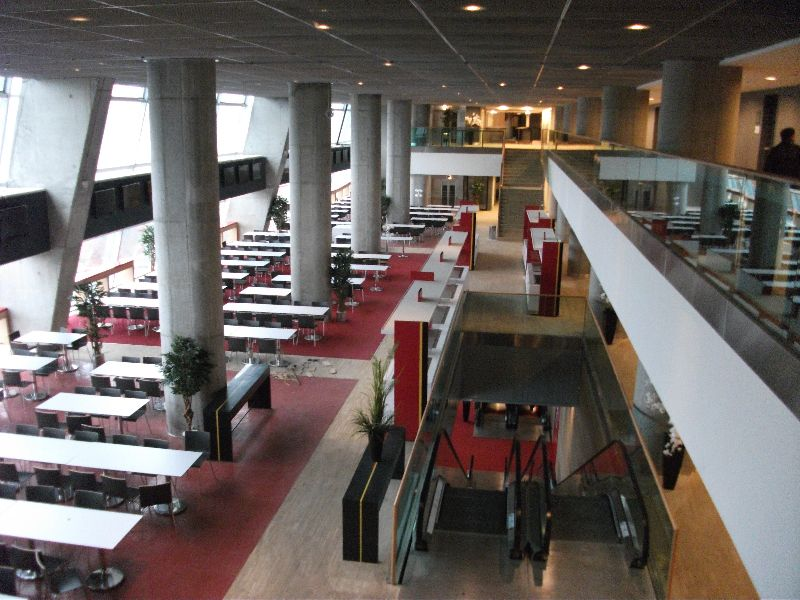
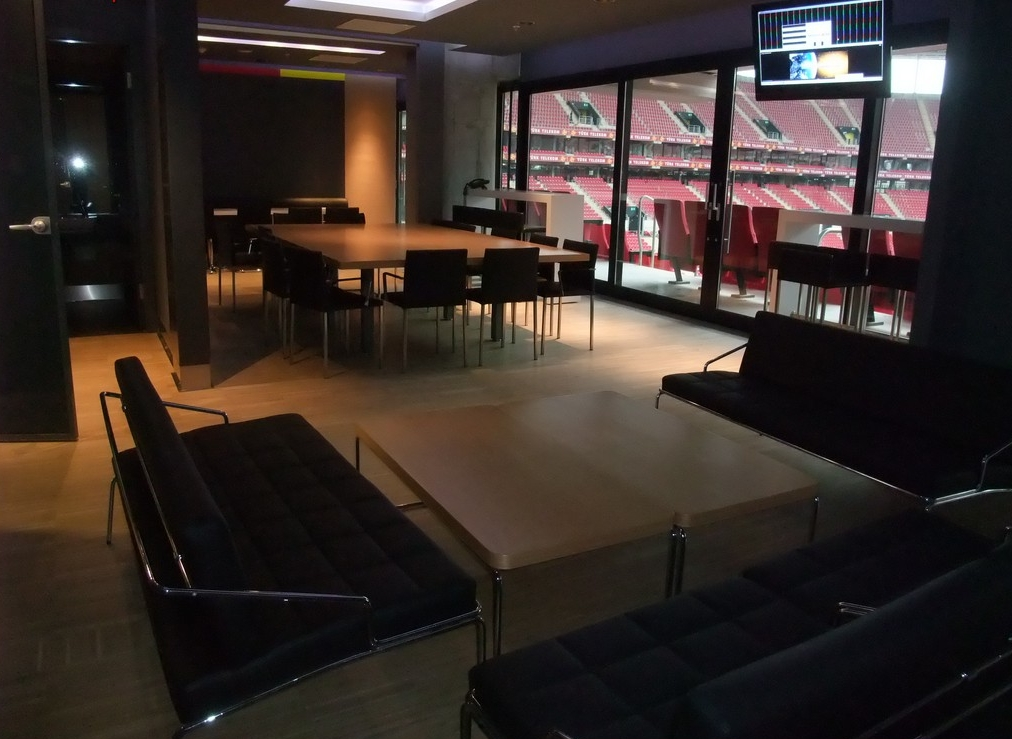
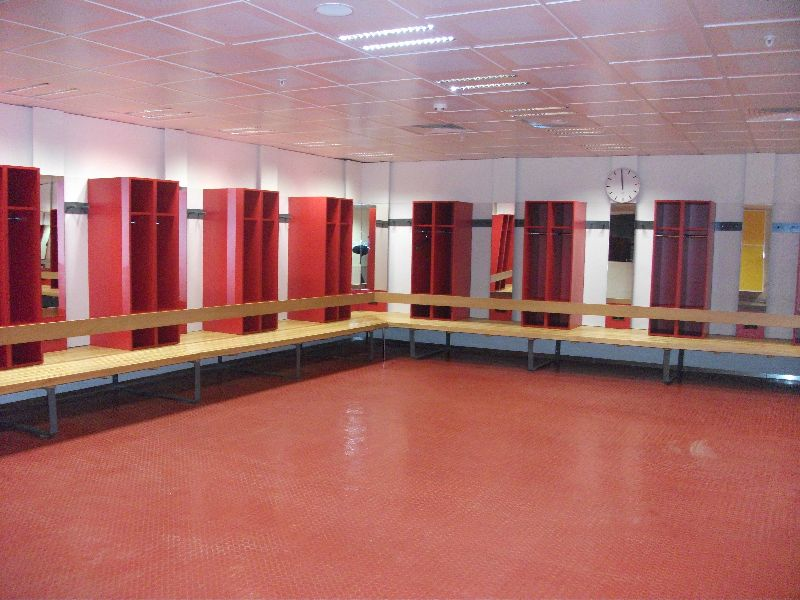